# Tobias Mehler
Tobias David Mehler (n. 1 de abril de 1976 en Yellowknife, Territorios del Noroeste, Canadá) es un actor canadiense que ha aparecido en películas y producciones televisivas.

## Carrera
Entró en el mundo de los actores a los 12 años. En 1994 se trasladó a Vancouver y allí continuó su carrera como actor. Él protagonizó allí a Harvey en Sabrina, la Bruja Adolescente en 1996, que fue su decisivo papel en su carrera. También protagonizó a Andy Effkin en Comportamiento perturbado en 1998 y a Tommy Ross en Carrie.
Algunos otros papeles notables incluyen ' d'Artagnan en Hojas Jóvenes, Zak Adama en Battlestar Galactica y el Lugarteniente Graham Simmons en Stargate SG-1. Aparece con Charlize Theron en Batalla en Seattle, fue un regular en la serie canadiense Robson Armas para dos temporadas, y jugó un papel en el piloto de Fox Aplicación de Asesino escrita por Garry Trudeau y dirigida por Robert Altman.

## Filmografía (Selección)

### Películas
- 1996: Sabrina (película para televisión)
- 1998: Comportamiento perturbado (Disturbing Behaviour)
- 1998: Inspectores (The Inspectors; película para televisión)
- 1998: Killer App
- 1999: Monster
- 2001: Wishmaster 3: La piedra del diablo
- 2002: Carrie (película para televisión)
- 2007: La Batalla de Seattle
- 2009: Mistress

### Series
- 1997 - 1998: The Outer Limits (2 episodios)
- 1998 - 2002: Stargate SG-1 (5 episodios)
- 2002 - 2002: Taken (Miniserie)
- 2005 - 2005: Young Blades (13 episodios)
- 2004 - 2009: Battlestar Galactica (3 episodios)